# Concordat dels Quaranta Articles
El Concordat dels Quaranta Articles va ser un acord assolit el 1289 entre la Santa Seu i el Regne de Portugal.
Signat pel rei Dionís i el papa Nicolau IV, acabà un conflicte entre la monarquia portuguesa i el papat que havia començat el 1267, sota el regnat del pare de Dionís, el rei Alfons III. La disputa havia comportat l'excomunió d'ambdós reis.
L'hivern de 1289, el papa Nicolau IV va decidir resoldre les disputes sobre l'elecció o el nomenament dels bisbes portuguesos, en què el rei Dionís va tenir un paper important.
El concordat dels Quaranta Articles va ser signat, mitjançant procuradors del rei de Portugal, a la basílica romana de Santa Maria la Major el 12 de febrer de 1289 i les censures eclesiàstiques contra Portugal van ser eliminades el març. Per donar una major autoritat al mandat final del papa, el cardenal Latino Orsini d'Òstia, el cardenal Pietro Peregrossi de San Marco i el cardenal Benedetto Caetani de S. Nicola in Carcere van adjuntar les seves signatures i segells.